# شجرة عيد الميلاد والزواج
شجرة عيد الميلاد والزواج (بالروسية: Ёлка и свадьба) قصة قصيرة من تأليف الكاتب الروسي فيودور دوستويفسكي. نُشِرت القصة للمرة الأولى في عام 1848. اقتُبِس فيلم من هذه القصة وأُنتِجَ في عام 2000 بإخراج ويل والاس.
تبدأ القصة بالراوي يقول أنَّه حضر للتو حفل زواج، ولكنَّه يذكر حفلة عيد ميلاد كانت مشوقةً أكثر، وبقيَّة القصة عبارة عن وصف لحفلة عيد الميلاد المذكورة وضيوفها، ويُركِّز الراوي بشكلٍ خاص على أحد الأطفال. تمَّ تهيئة الحفلة لتبدو وكأنَّها مُعدَّة للأطفال فقط، ولكنَّ الهدف الحقيقي منها هو عملي بحت، حيث هدفت العائلة الغنية من إقامة الحفلة إلى إجراء محادثات تجارية مع أفراد أغنياء ومؤثِّرين في المجتمع. أغنى من حضر الحفلة هو مالك الأراضي البدين جوليان ماستاكوفيتش. لم يجد الراوي في وقت الحفلة من يشغله بالدردشة معه، لذا فقد كان همَّه الأكبر هو مراقبة ضيوف الحفلة وتصرفاتهم، وكان له اهتمام خاص بتصرفات الأطفال. يلاحظ الراوي أنَّ الأطفال تلقَّوا هدايا عيد الميلاد وفقاً لمكانتهم الاجتماعية، فابنة المقاول الحكومي الثري ذات الإحدى عشر عاماً حصلت على دمية غالية الثمن، بينما ابن المربية حصل على كتابٍ صغيرٍ رديء الطباعة خالٍ من الرسومات وبدون غلاف أمامي أو خلفي. وبعد أن تنمَّر أطفال الأثرياء عليه هرب ابن المربية إلى غرفة مجاورة، حيث ظلَّ هناك يستمتع باللعب مع ابنة المقاول بدميتها الجديدة. ينسحب جوليان ماستاكوفيتش أيضاً من الحشد، ويتأمَّل الصبيَّة الغنية وهي تلعب مع الفتى الفقير، يحسب ماستاكوفيتش مهرها عندما تبلغ السادسة عشر، بالنظر إلى مهرها المُقرَّر الآن بثلاثمائة ألف روبل، فيخرج بنتيجة ضخمة مع الفائدة تبلغ خمسمائة ألف روبل. يتقدَّم ماستاكوفيتش باتجاه الفتاة ويُقبِّلها على الرأس، تشعر الصغيرة بالخوف منه، فتنظر إلى الفتى بجانبها لعله يحميها، يحاول ماستاكوفيتش أن يخيفه ليهرب حتى يحصل على وعدٍ بالحبِّ من الفتاة الصغيرة، وبعدما رفض الصبي الفقير تركها صنع ماستاكوفيتش فصيحةً عندما طارد الفتى حول الحفلة غاضباً وهو يُهدِّده بالتلويح بمنديله. في نهاية القصة يذكر الراوي أنَّ الزواج الذي كان يتحدَّث عنه في البداية، حصل بعد خمس سنين من تلك الحادثة، وهو الزواج بين جوليان ماستاكوفيتش وابنة المقاول الثرية التي بلغت الآن ستة عشر عاماً.

## وصلات خارجية
- شجرة عيد الميلاد والزواج (Ёлка и свадьба)، النصُّ الأصلي بالروسية، على ويكي مصدر.
- شجرة عيد الميلاد والزواج (A Christmas Tree and a Wedding)، القصة مُترجمة إلى الإنجليزية، على موقع "classicreader.com".